# Kościół św. Bartłomieja w Kolínie

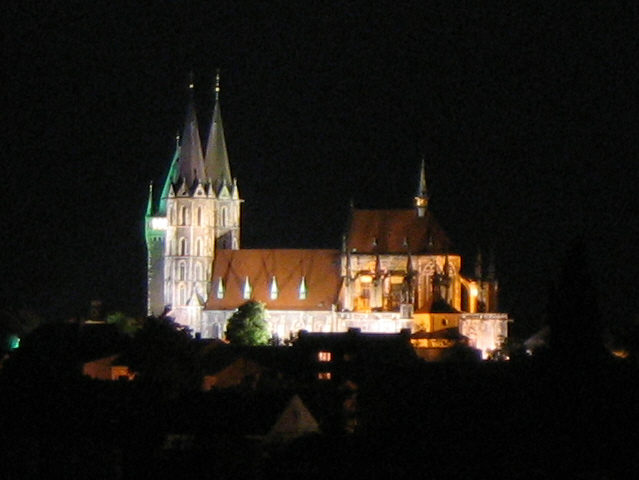
Widok na kościół w nocy

Kościół św. Bartłomieja – dzieło reprezentujące czeską architekturę doby gotyku, historyczna fara miasta Kolína. 

## Historia
Początki dziejów kościoła ściśle wiążą się z dziejami miasta Kolín. Król czeski Przemysł Ottokar II założył po 1253 parafię miasta znanego wówczas jako Colonia Nova.
W 2 połowie XIII wieku wzniesiono prezbiterium wraz z kryptą, trójnawowy korpus nawowy, z dwoma ośmiobocznymi wieżami zachodnimi. W 1349 w wyniku pożaru spłonęła wschodnia część kościoła. W latach 1360–1378 wzniesiono wysokie prezbiterium z wieńcem kaplic, nawiązujący do stylu rayonnant typowego dla dzieł francuskiego gotyku katedralnego. Pracami kierował "Peter de Gemudia", co odnosi się do architekta praskiej katedry Św. Wita – Petera Parlera. Patronat nad rozbudową kościoła objął cesarz i król Czech Karol IV Luksemburski. Ok 1400 ukończono budowę kaplic. W czasie wojen husyckich kościół stał się ważnym ośrodkiem utrakwistów. Wówczas zbudowano znajdującą się w obecnym miejscu dzwonnicę. W 1604 kanonik Jan Teofil Turriades wprowadził do kościoła liturgię w porządku luterańskim, która odbywała się w kościele do czasu wojny trzydziestoletniej. Po zwycięstwie katolików w bitwie na Białej Górze urzędujący w parafii dziekan Jiří Chiliades został skazany na banicje, zaś w 1643 kościół został zniszczony przez wojska szwedzkie. W 1785 w wyniku reform Józefa II, rozwiązano przykościelne bractwo literatów, zaś w 1788 zredukowano personel parafii. W 1788 padł ofiarą pożaru. Z inicjatywy proboszcza Jana Svobody w 1847 dokonano kolejnej konserwacji kościoła, wymieniono dachy i hełmy wież. W 1866 zanotowano kolejny pożar kościoła, a w latach 1881–1898 pod kierownictwem czeskiego architekta Josefa Mockera gruntownie odnowiono kościół  w duchu historyzmu, dokonując gruntownej regotyzacji, która częściowo naruszyła średniowieczną substancję zabytkową. Pod koniec II wojny światowej kościół został uszkodzony podczas nalotów alianckich na Kolín. W 1963 dokonano renowacji kościoła, która przywróciła kościołowi średniowieczny wygląd.